# Alexander Rost (Schriftsteller)

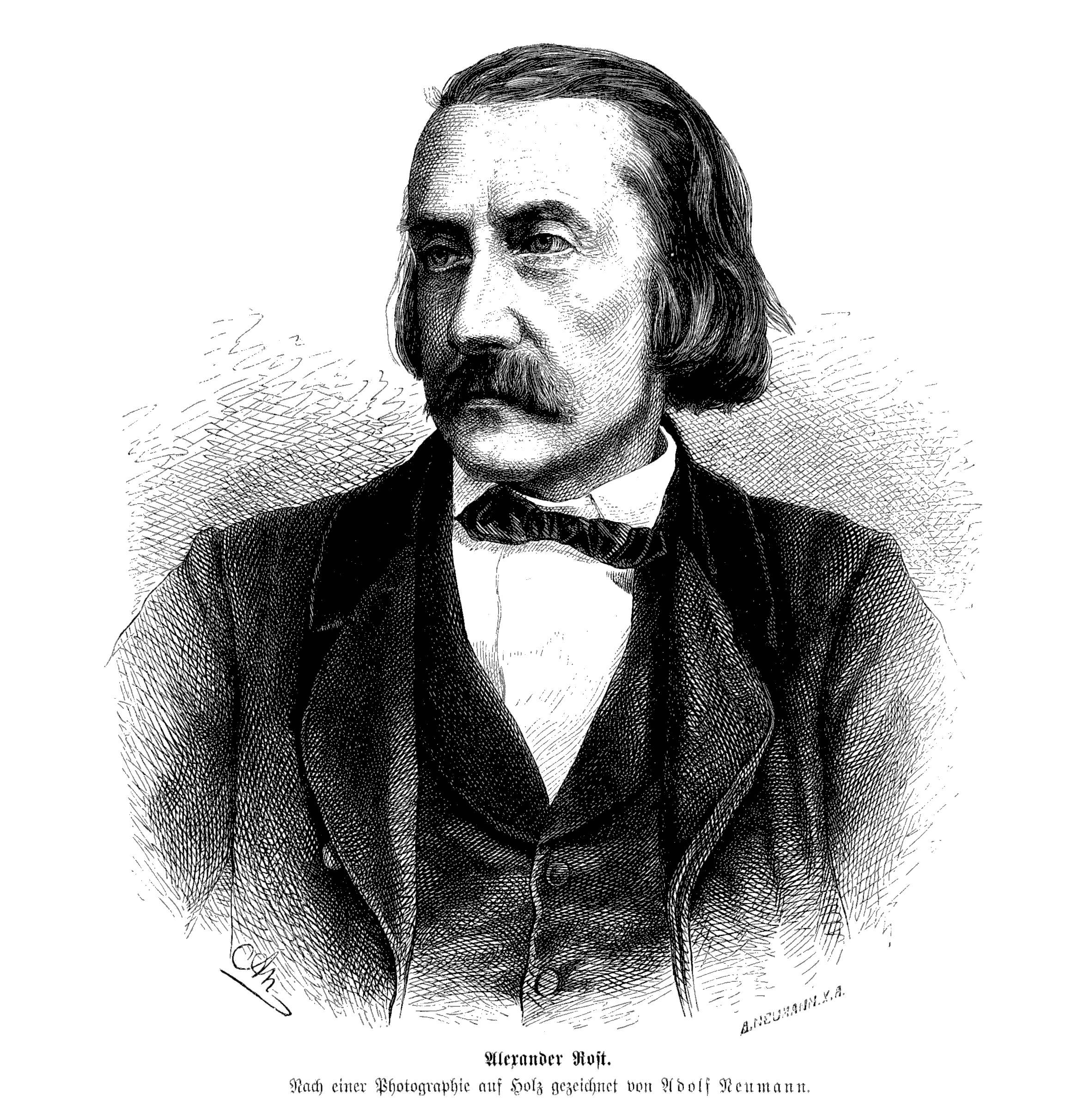
Porträt von Adolf Neumann 1874

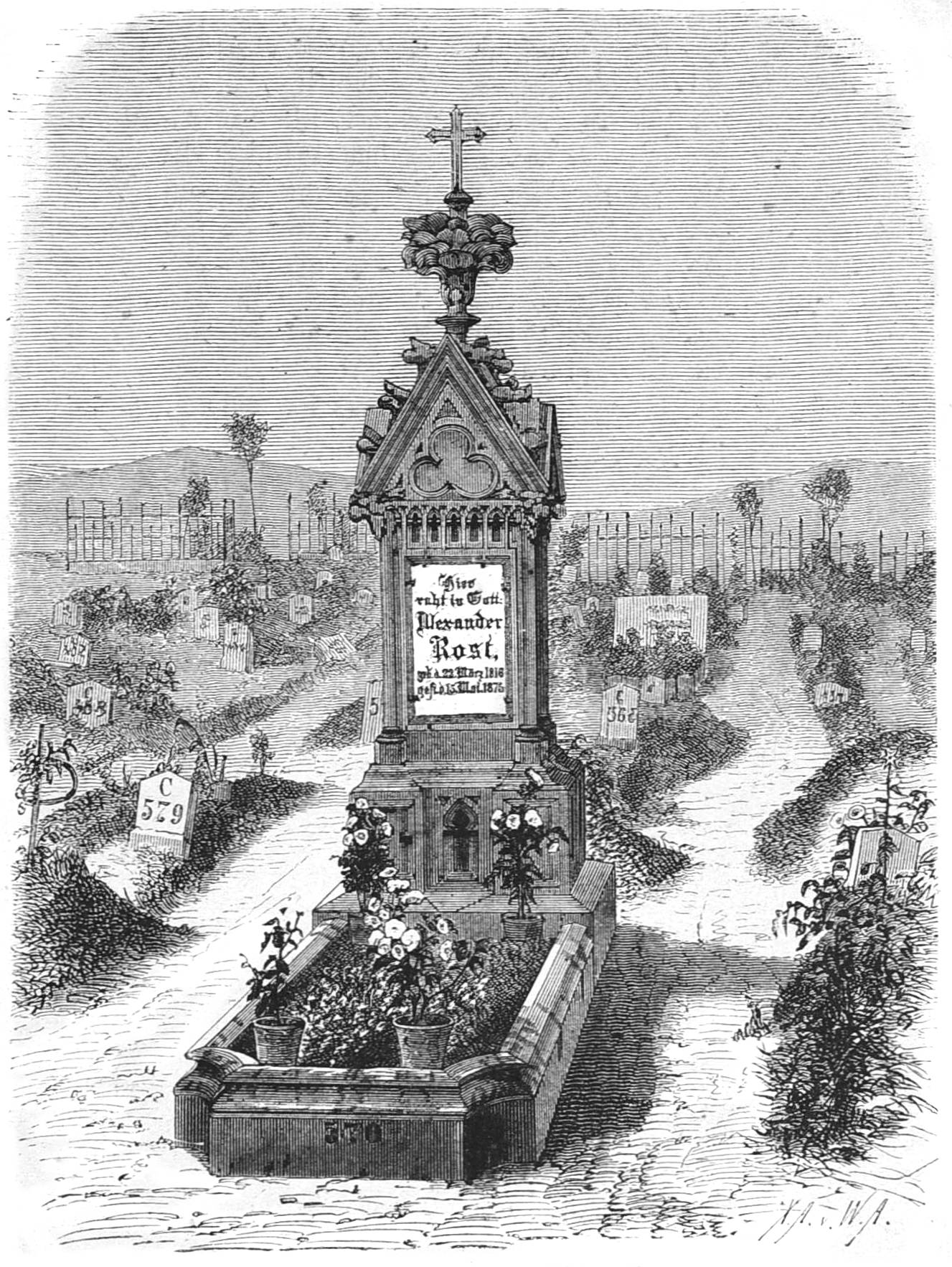
Bild des Grabmals auf dem Friedhof in Weimar, aus Die Gartenlaube, 1876, S. 73

Alexander Rost (* 22. März 1816 in Weimar; † 15. Mai 1875 ebenda) war ein deutscher Schriftsteller.

## Leben
Rost war Sohn eines großherzoglichen Kammerrevisors. Er studierte ab Ostern 1836 Rechtswissenschaft an der Universität Jena, widmete sich daneben jedoch auch dem Studium der Literatur. Unter anderem verband ihn mit Oskar Ludwig Bernhard Wolff eine Freundschaft. Rost bestand das Staatsexamen mit guten Ergebnissen sowie die weiteren notwendigen Prüfungen, um eine höhere Justizlaufbahn einzuschlagen.
Rost kam um 1840 als Rechtskandidat zurück nach Weimar. Seine Tätigkeit im Staatsdienst führte ihn schließlich an die Spitze der Weimarer Justiz, an das oberste herzoglich-weimarische Landesjustizkollegium. 1848 gab er seine Stellung im Staatsdienst auf, um sich vollständig der schriftstellerischen Tätigkeit zu widmen. Er hatte bereits ab 1841 größere Bühnenerfolge mit seinen Stücken.
Rost war fast bis zu seinem Tod als Schriftsteller tätig. In den letzten Jahren litt er jedoch an der Gicht und war auf Pflege angewiesen. Er wurde in Weimar beigesetzt.

## Werke (Auswahl)
- Kaiser Rudolph in Worms oder der deutsche König und die deutsche Maid, romantisches Volksbild aus dem Mittelalter in fünf Acten. Uraufführung: Weimar am 17. April 1841.
- Landgraf Friedrich mit der gebissenen Wange. Uraufführung: Leipzig am 17. September 1847.
- Das Regiment Madlo. Uraufführung: Weimar am 27. Dezember 1857.
- Ludwig der Eiserne oder das Wundermädchen aus der Ruhl. Uraufführung: Weimar am 8. Januar 1860.
- Berthold Schwarz oder die deutschen Erfinder. 1864.
- Der Held des Nordens. 1867.
- Dramatische Dichtungen. 6 Bände, Weimar 1867–1868.
- Der ungläubige Thomas. Weimar am 23. Juni 1872 (Uraufführung zuvor in Leipzig).